# Ptychohyla euthysanota
Espèce
Synonymes
- Hyla euthysanota Kellogg, 1928
- Hyla rozellae Taylor, 1942
- Ptychohyla bogerti Taylor, 1949

Statut de conservation UICN

 NT  : Quasi menacé
Ptychohyla euthysanota est une espèce d'amphibiens de la famille des Hylidae.

## Répartition
Cette espèce se rencontre entre 600 et 2 200 m d'altitude :
- au Honduras ;
- dans le nord du Salvador ;
- dans le sud du Guatemala ;
- dans le sud-est de l'État d'Oaxaca et dans le sud du Chiapas au Mexique.

## Publication originale
- Kellogg, 1928 : An apparently new Hyla from El Salvador. Proceedings of the Biological Society of Washington, vol. 41, p. 123-124 (texte intégral).